# Lysandra obsoleta
Lysandra obsoleta är en fjärilsart som beskrevs av Tutt 1909. Lysandra obsoleta ingår i släktet Lysandra och familjen juvelvingar. Inga underarter finns listade i Catalogue of Life.